# Den Hout (Oosterhout)
Den Hout is een kerkdorp in de gemeente Oosterhout, (provincie Noord-Brabant) en telt 1.275 inwoners (2023). Rondom het dorp liggen de buurtschappen Hespelaar, Steelhoven ('Stelve'), Vrachelen, Ter Aalst ('Tralst'), en Eind van den Hout ('Dent'). Ten zuiden ligt het Markkanaal, de Zandwinplas en de Vrachelse Heide.
Het dorp ligt nog juist op hoge zandgrond. Na de Watersnood van 1953 stond het water tot aan de Stelvensedijk.

## Toponymie
De naam Den Hout komt van hout, dat hoogopgaand geboomte betekent.

## Geschiedenis
De bewoningsgeschiedenis in de omgeving van Den Hout gaat ver terug. Men heeft voorwerpen gevonden uit de IJzertijd (omstreeks 500 v.Chr.). Er werden geen sporen gevonden van direct ná de Romeinse tijd. Pas vanaf omstreeks 500 duiken er weer aanwijzingen voor bewoning op. Later leefde men van de turfwinning in het gebied ten westen van Den Hout. De veldnaam Munnikenhof verwijst naar de Abdij van Middelburg, die de turfwinning in handen had. Het bestuurlijk centrum verschoof ondertussen naar Oosterhout, alwaar zich de kerk en het kasteel bevond. Er was pas betrekkelijk laat sprake van een kapel in Den Hout, namelijk in 1385. Deze behoorde bij een gasthuis en was gewijd aan Antonius Abt. Den Hout lag namelijk aan een drukke doorgaande weg. Er ontwikkelde zich een devotie voor de Heilige Cornelius. Door het Beleg van Geertruidenberg (1593) raakte de kapel, alsmede een aantal huizen in Den Hout, zwaar beschadigd. De kapel verviel.
Het gebied ten oosten van Den Hout was oorspronkelijk een moerassig bosgebied dat tijdens de Sint-Elisabethsvloed van 1421 werd overstroomd, met een laagje klei werd bedekt en later weer werd ingepolderd. Tegenwoordig wordt een groot deel van deze polder in beslag genomen door het haven- en bedrijventerrein van Oosterhout.
In 1648 moesten de vestigiën des pausdoms wijken voor de predikanten van de ware christelijke religie. Clandestien werd er nog wel katholiek godsdienstonderricht gegeven. In 1787 kon er een eigen parochie worden opgericht. Ook wilde Den Hout een zelfstandige gemeente worden, waartoe voor het eerst in 1809 een verzoek werd gedaan. Den Hout bleef echter onderdeel van de gemeente Oosterhout.
Aan het einde, op 3 november 1944, van de Tweede Wereldoorlog werd Den Hout met geweld bevrijd door de 1e Poolse Pantserdivisie. Bij Teraalster Brug herinnert een monument hier nog aan.

## Bezienswaardigheden

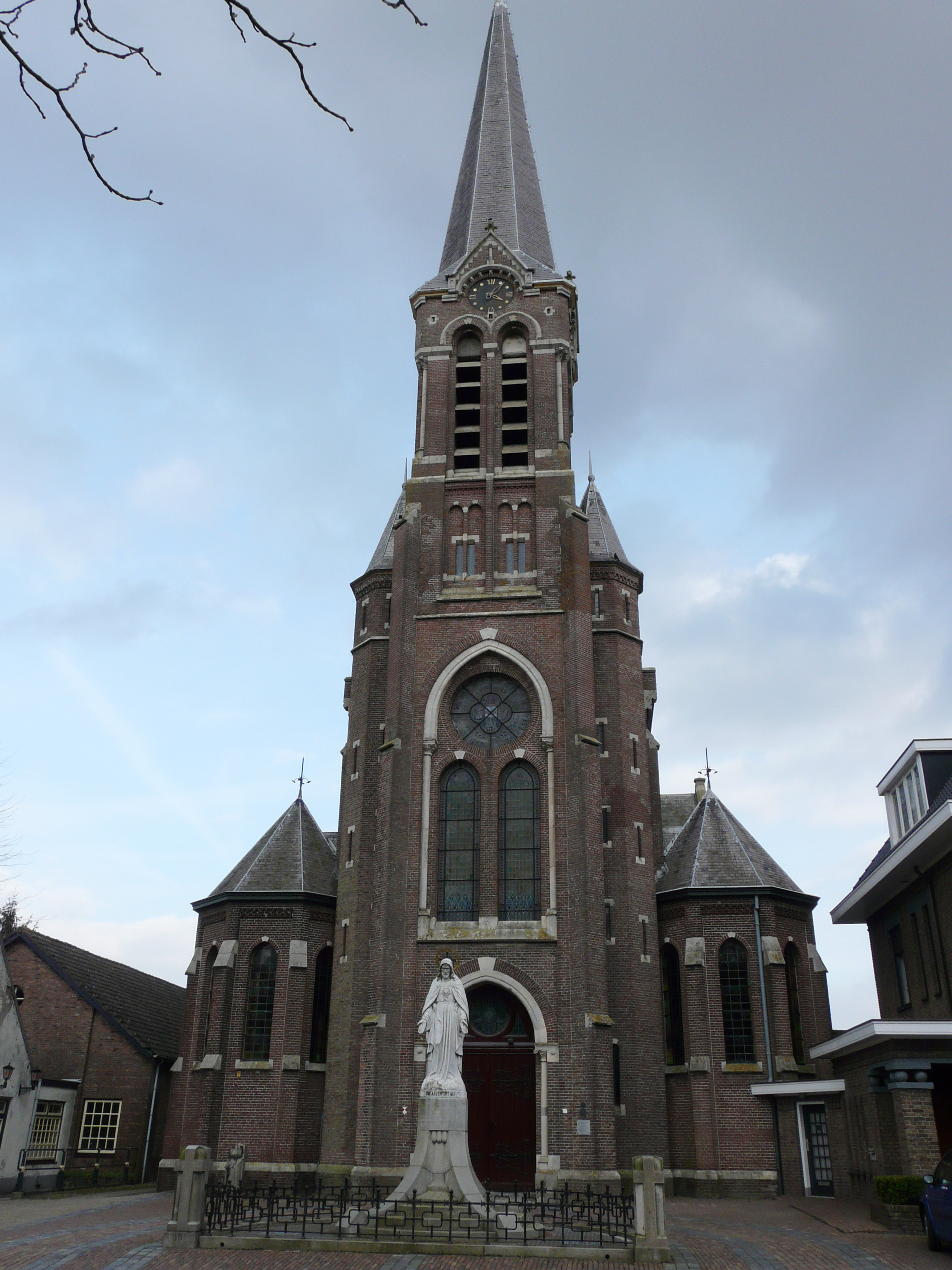
Corneliuskerk

- De Corneliuskerk (1878), met Heilig Hartbeeld
- Het patronaatsgebouw (1914, 2004)
- De Houtse Heuvel is een brink beplant met bomen en is eigendom van de omwonenden van deze brink, de vereniging van eigenaren van de Houtse Heuvel, de zogenaamde gelanders. Dit alles heeft kenmerken van een esdorp, maar niet de Nedersaksische oorsprong zoals esdorpen in Drenthe. Den Hout is een van de zeer weinige esdorpen in Nederland waar deze oorspronkelijke beheersvorm nog bestaat.
- De Heilige Eik op Vrachelen is waarschijnlijk voorchristelijk van naam. De stam van deze eik is door blikseminslag uitgehold en aan een zijde open. Een levende tak maakt nu nog een volwaardige kruin. Volgens boswachter Joris Hellevoort van Het Utrechts Landschap is deze boom met circa 700 jaar de oudste eik van Nederland.[3]
- Windmolen De Hoop uit 1837
- Diverse woonhuizen en boerderijen, vaak opgetrokken in gele IJsselsteen. Een Vlaamse schuur aan Achterstraat 1 is geklasseerd als rijksmonument.

### Monumenten
Een deel van Den Hout is een beschermd dorpsgezicht. Zie ook:
- Lijst van rijksmonumenten in Den Hout
- Lijst van gemeentelijke monumenten in Den Hout

## Natuur en landschap
Den Hout wordt in oostelijke richting begrensd door de bedrijventerreinen van Oosterhout. In het zuiden ligt het Markkanaal met aan de overzijde de Vrachelse Heide, en in het noorden de autosnelweg A59. Hier vindt men tevens de Linie van Den Hout, een in de 17e en 18e eeuw aangelegde verdedigingswal, nu natuurgebied. Den Hout wordt omringd door landbouwgebied, op de grens tussen zand- en kleipoldergebied gelegen. In het westen vindt men het natuurgebied de Terheijdense Binnenpolder op het grondgebied van Terheijden.

## Jaarlijkse evenementen
- Omloop Houtse Linies: nationale wielerklassieker voor elite zonder contract en belofte renners
- Carnaval dan wordt het dorp bewoond door kluivenduikers
- Paaspopfestival voor beginnende en bekendere regionale bands
- Hemelvaartsdag: Jaarmarkt op de Heuvel
- Derde zaterdag in juni: finishplaats van de steptocht Rotterdam - Den Hout (56 km, 900 deelnemers, sinds 1971).
- Zondag op of na 16 september: kermis.

## Media
- Weekblad 't Carillon

## Huidige situatie
Momenteel wordt er door de Gemeente Oosterhout grootschalig uitgebreid, met als gevolg dat Den Hout aan de oostelijke kant wordt omtrokken door nieuwbouw (Vrachelen Fase 4 / 5). Ondanks de grote demonstraties ("Den Hout, tot hier en niet verder!") in de jaren 90 gaan deze projecten toch door, en ligt de kern van Den Hout (met de kerk als middelpunt gerekend) over een aantal jaar nog slechts 1 km van de nieuwbouwprojecten.

## Voorzieningen
Dorpshuis Den Brink, Basisschool de Achthoek.

## Verkeer en vervoer
Den Hout is bereikbaar vanaf Breda via aansluiting 32 van de A59. Vanuit Oosterhout via de Vrachelsestraat.
Het wegenpatroon is Frankisch van opzet. De invalswegen uit alle richtingen komen niet bij elkaar op een kruispunt, maar 'missen' elkaar waardoor in het midden een open ruimte ontstaat. Deze driehoek, ook wel Kempische "plaatse" genoemd, van circa één hectare, Houtse Heuvel genaamd.

### Openbaar vervoer
Busdienst verzorgd door Arriva via:
- lijn 226: Oosterhout Buurstede – Den Hout – Oosterhout Centrum

## Sport
- Voetbalvereniging Irene '58
- Golfclub Landgoed Bergvliet
- PSV De Heuvelruiters
- Tennisclub Den Hout

## Nabijgelegen kernen
Made, Terheijden, Teteringen, Oosterhout, Geertruidenberg

## Galerij

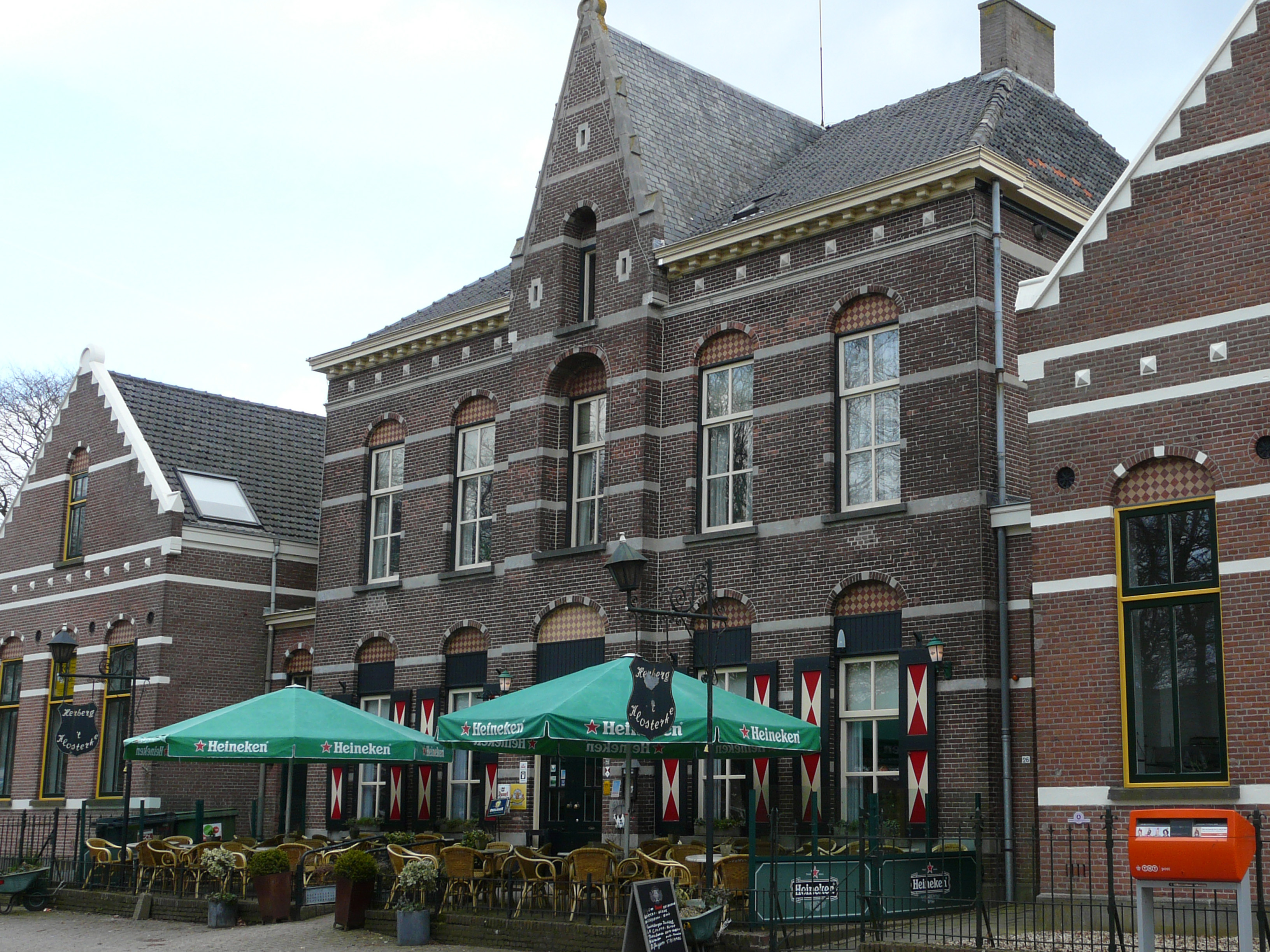
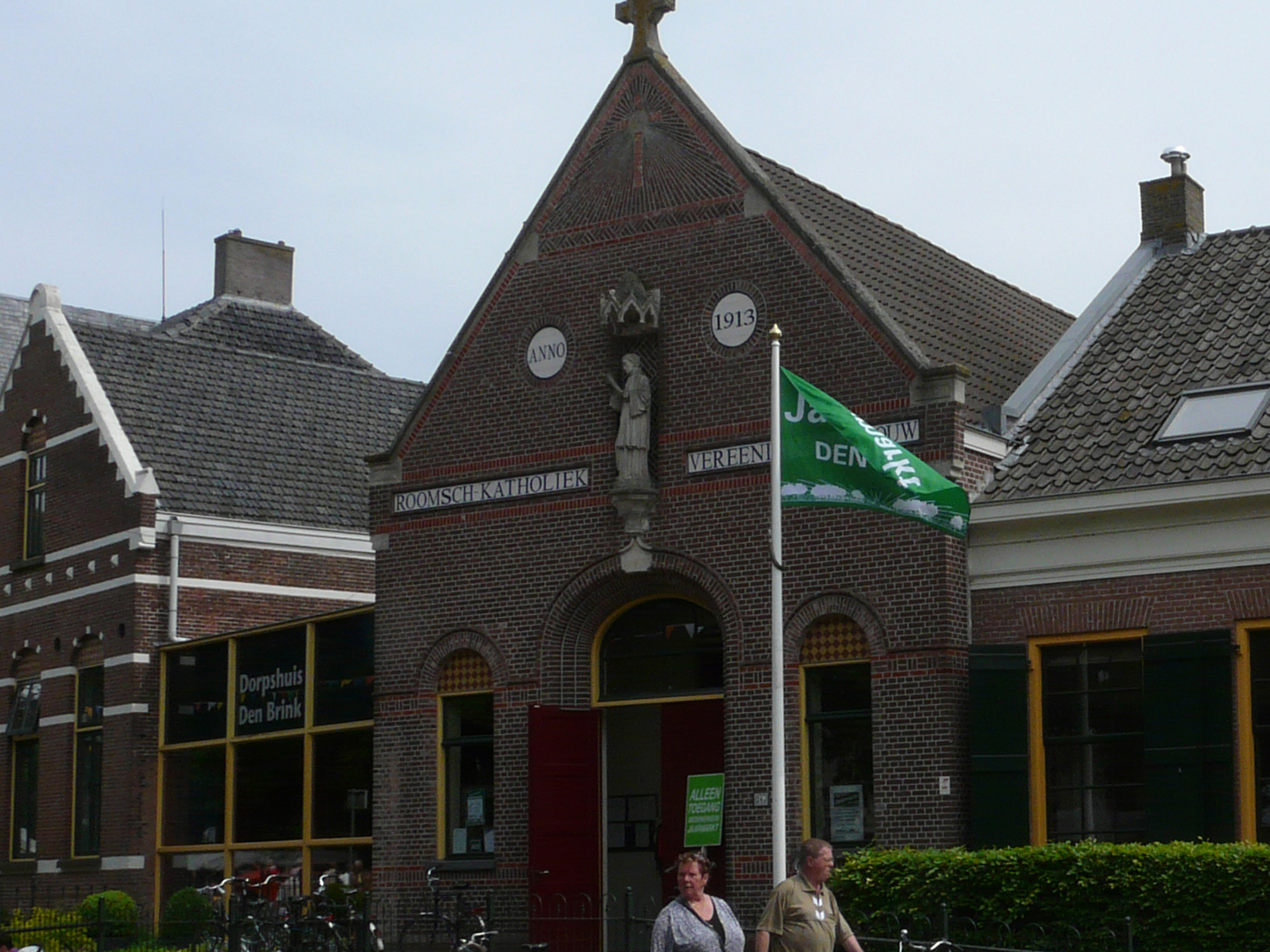
Dorpshuis Den Brink
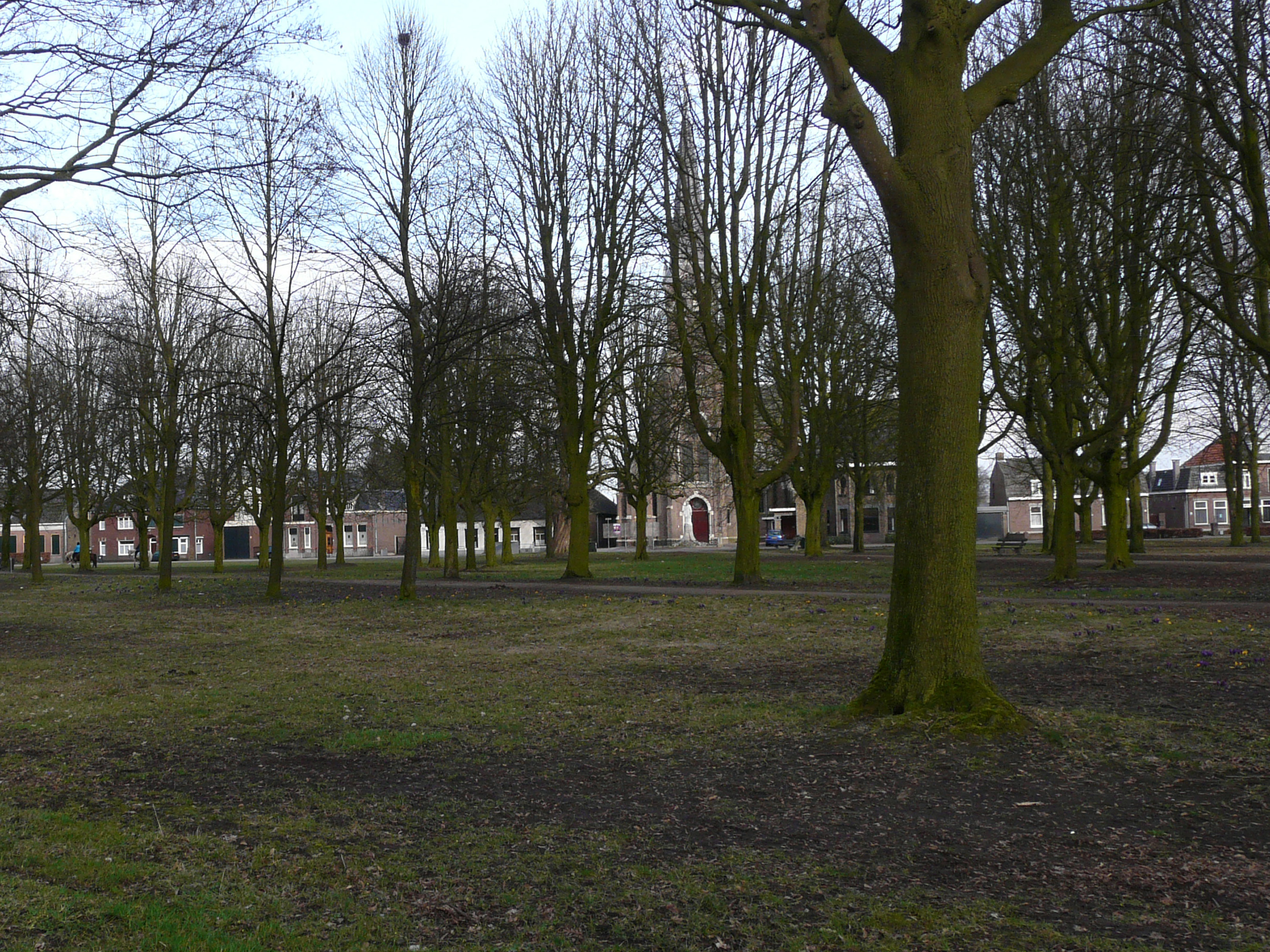
Houtse Heuvel
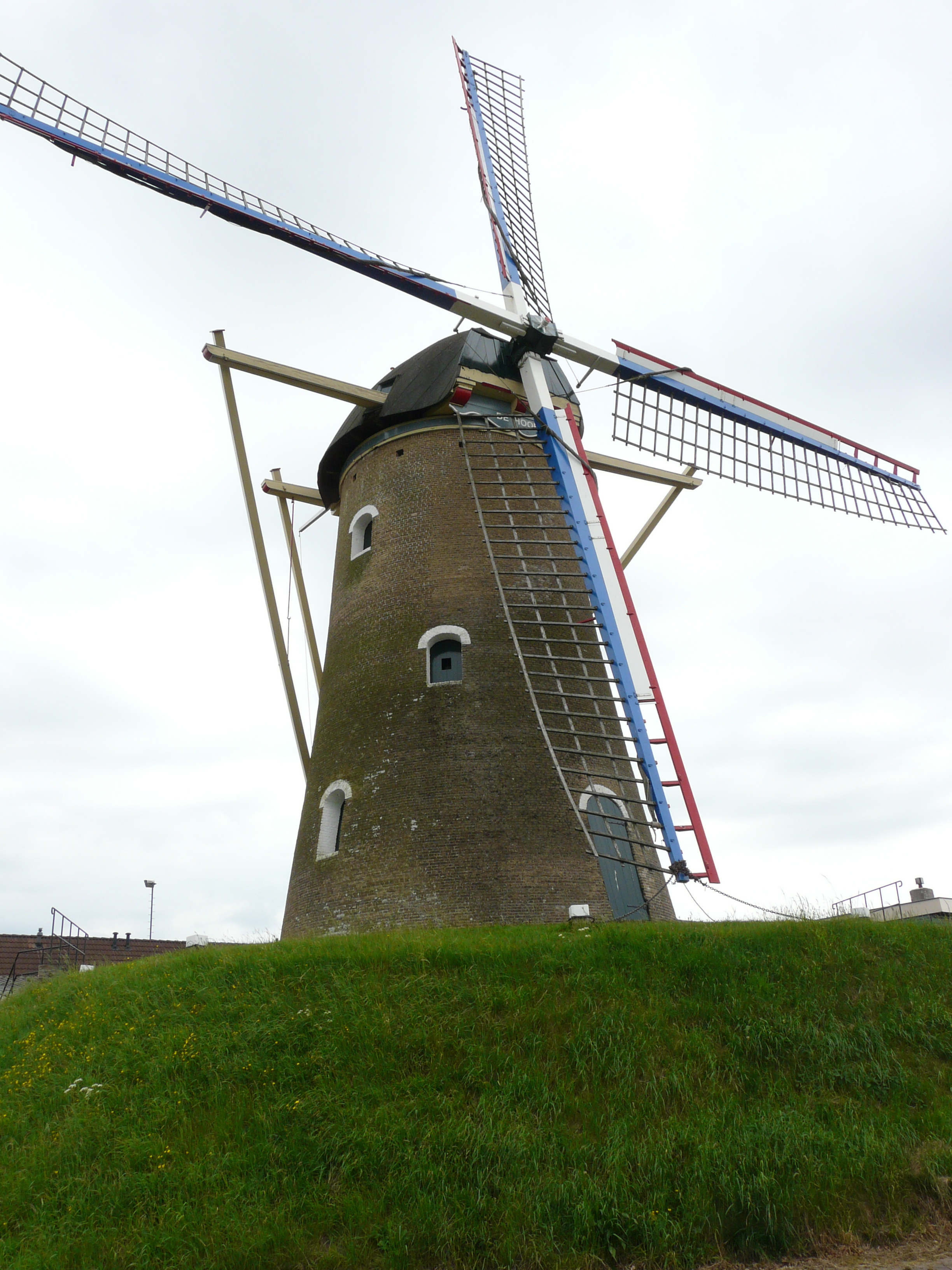
Molen de Hoop

Stad: Oosterhout      Dorpen: Den Hout · Dorst · Oosteind

Buurtschappen: Baarschot · Eind van den Hout · Groenendijk · Heikant · Heistraat · Hespelaar · Seters · Steenoven · Ter Aalst · Vijfhuizen · Vrachelen

Noord-Brabant: Steden en dorpen      Nederland: Provincies · Gemeenten